# ARL13B

## وصف
ARL13B‏ (ADP ribosylation factor like GTPase 13B) هوَ بروتين يُشَفر بواسطة جين ARL13B في الإنسان.